# Alain Simons
Pour les articles homonymes, voir Simons.
Alain Simons, né le 12 janvier 1962 à Louvain, est un animateur belge de radio et de télévision sur la RTBF.

## Biographie

### À la télévision
Engagé sur RTL-TVi dès la naissance de la chaîne en 1987, il anime pendant plusieurs années le jeu Coup de dés.
De juin 1990 à décembre 1991, il anime l’émission musicale hebdomadaire Dix qu'on aime, aux côtés de Sandra Kim, avant de céder sa place à Georges Lang. Depuis, il a enchaîné les émissions de jeu, avec Télé-Kwinto (1993-1997) inspiré du "Millionnaire" français animé par Philippe Risoli, Qui sera millionnaire ? et Êtes-vous plus malin qu'un enfant de primaire ?. Il a également collaboré à Ça alors et à I Comme.

### À la radio
Dès la création de la radio Bel RTL, Alain Simons se voit confier l’animation de diverses émissions de jeux et divertissement : Tirlipot, Kifékoi, il a également contribué à la programmation musicale pendant trois ans. Alain Simons présente également l’émission Planète RTL durant la saison 2009-2010, une émission d’environ trois heures. Licencié de Bel RTL, il anime dès le 23 mars 2015 la matinale de VivaCité-Charleroi sur les ondes de la RTBF. Il arrêtera l’animation de l’émission le vendredi 23 mai 2025 avant d’être remplacé.